# Cimetière militaire britannique de La Boisselle
Le cimetière militaire britannique de La Boisselle (Gordon dump cemetery) est un cimetière militaire de la Première Guerre mondiale, situé sur le territoire de la commune d'Ovillers-la-Boisselle, dans le département français de la Somme, au nord-est d'Amiens.

## Histoire
Le cimetière fut créé le 10 juillet 1916 et les inhumations furent arrêtées en septembre de la même année. Elle contenait alors 95 tombes, essentiellement de soldats australiens. Après le 11 novembre 1918, des dépouilles de soldats inhumés dans des tombes isolées ou retrouvées sur l'ancien champ de bataille furent transférées dans ce cimetière. La plupart des soldats étaient tombés en juillet 1916 au début de la bataille de la Somme.

## Caractéristiques
Le cimetière militaire de La Boisselle est situé au milieu des champs sur la route de La Boisselle à Bazentin. Il compte 1 676 sépultures dont : 1 582 Britanniques, 91 Australiens, 2 Canadiens, et 1 Indien. 1 000 corps ne sont pas identifiés. 
C'est dans ce cimetière que se trouve la tombe du footballeur britannique Donald Simpson Bell à la mémoire duquel une stèle a été érigé à Contalmaison.